# Джамалабад-е-Халадж
Джамалабад-е-Халадж (перс. جمال ابادحلاج) — село в Ірані, у дегестані Калаштар, у Центральному бахші, шагрестані Рудбар остану Ґілян. За даними перепису 2006 року, його населення становило 245 осіб, що проживали у складі 57 сімей.

## Клімат
Середня річна температура становить 17,39 °C, середня максимальна – 34,37 °C, а середня мінімальна – -2,21 °C. Середня річна кількість опадів – 560 мм.
| Клімат поселення                              | Клімат поселення | Клімат поселення | Клімат поселення | Клімат поселення | Клімат поселення | Клімат поселення | Клімат поселення | Клімат поселення | Клімат поселення | Клімат поселення | Клімат поселення | Клімат поселення | Клімат поселення |
| Показник                                      | Січ.             | Лют.             | Бер.             | Квіт.            | Трав.            | Черв.            | Лип.             | Серп.            | Вер.             | Жовт.            | Лист.            | Груд.            |                  |
| Середній максимум, °C                         | 14,50            | 14,84            | 18,73            | 24,68            | 29,66            | 34,37            | 34,32            | 33,52            | 29,61            | 24,34            | 17,84            | 13,70            |                  |
| Середня температура, °C                       | 6,14             | 6,49             | 10,38            | 16,33            | 21,30            | 26,02            | 29,10            | 28,32            | 24,40            | 19,13            | 12,63            | 8,50             |                  |
| Середній мінімум, °C                          | −2,21            | −1,86            | 2,03             | 7,96             | 12,96            | 17,66            | 23,90            | 23,11            | 19,20            | 13,93            | 7,43             | 3,29             |                  |
| Норма опадів, мм                              | 60               | 52               | 66               | 53               | 28               | 13               | 12               | 19               | 32               | 57               | 70               | 98               |                  |
| Середньомісячна швидкість вітру, м/с          | 1.83             | 2.45             | 2.92             | 2.99             | 2.90             | 3.00             | 3.06             | 2.82             | 2.50             | 2.36             | 1.80             | 1.82             |                  |
| Середньомісячна сонячна радіація, кДж/м²·день | 7582             | 9794             | 12041            | 16434            | 20906            | 24135            | 24286            | 21341            | 17777            | 12324            | 9284             | 7279             |                  |
| --------------------------------------------- | ---------------- | ---------------- | ---------------- | ---------------- | ---------------- | ---------------- | ---------------- | ---------------- | ---------------- | ---------------- | ---------------- | ---------------- | ---------------- |
| Джерело:                                      |                  |                  |                  |                  |                  |                  |                  |                  |                  |                  |                  |                  |                  |